# Tordenc de matollar
El tordenc de matollar (Argya striata) és un ocell de la família dels leiotríquids (Leiothrichidae).

## Hàbitat i distribució
Habita boscos, bambú, matolls, zones amb herba, terres de conreu i ciutats de les terres baixes de la Vall de l'Indus, al Pakistan i l'Índia, cap al nord fins als turons de l'Himàlaia, incloent Nepal, Sikkim i Bhutan, cap a l'est fins Assam i Bangladesh. També a la zona costanera del sud-oest de l'Índia, des del sud-est de Gujarat i oest de Maharashtra cap al sud fins Goa.

## Taxonomia
La població del sud-oest de l'Índia ha estat considerada una espècie diferent per alguns especialistes:
- Argya striata (sensu stricto) - tordenc de matollar.
- Argya somervillei (Sykes, 1832) - tordenc alanegre.[3]